# Кривицкий, Николай Николаевич
Никола́й Никола́евич Криви́цкий (1866—1920) — русский генерал-майор, герой Первой мировой войны.

## Биография
Окончил Николаевский кадетский корпус (1884) и 1-е военное Павловское училище (1886), выпущен подпоручиком в 5-й гренадерский Киевский полк. Позднее был переведен в лейб-гвардии Измайловский полк.
Чины: поручик гвардии (1890), штабс-капитан (1900), капитан (1901), полковник (1908), генерал-майор (1916).
В течение 9 лет командовал ротой Измайловского полка.
В Первую мировую войну вступил со своим полком. Получил ранение и был награждён Георгиевским оружием.
За то, что в бытность лейб-гвардии в Измайловском полку в бою 26 августа 1914 года, временно командуя полком и находясь под действительным ружейным, пулеметным и артиллерийским огнём, с полным самоотвержением руководил наступлением баталионов и атакой Езиорского и Зарашовского лесов и с. Зарашово, причем дал возможность охватить фланг позиции противника, что и повлекло за собою полное отступление последнего; 26 августа, участвуя в преследовании противника, захватил 90 пленных и был ранен осколками шрапнели.
На 9 апреля и 14 июня 1915 года был командиром 152-го пехотного Владикавказского полка. С 28 января по 20 августа 1916 командовал лейб-гвардии 3-м стрелковым полком.
Умер 20 января 1920 года. Похоронен на Новодевичьем кладбище в Санкт-Петербурге.

## Награды
- Орден Святого Станислава 2-й ст. (1906)
- Орден Святой Анны 2-й ст. (ВП 6.12.1913)
- Орден Святого Владимира 4-й ст. с мечами и бантом (1914)
- мечи к ордену Святой Анны 2-й ст. (ВП 09.04.1915)
- Георгиевское оружие (ВП 14.06.1915)